# Chèvre naine nigériane
La chèvre naine nigériane (appelée en anglais « Nigerian Dwarf goat ») est une race américaine de chèvre naine.
Comme la chèvre américaine pygmée, elle descend des races de chèvres naines d’Afrique de l'Ouest. elle est élevée pour son lait, sa viande et comme animal de compagnie.

## Histoire
Entre 1930 et 1960 une variété de petites chèvres issue des races de chèvres naines d’Afrique de l’Ouest a été importée de l’Afrique jusqu’aux États-Unis pour être présentée dans les zoos. La naine nigériane, comme la chèvre américaine pygmée, provient de ces races, mais n’est pas aussi trapue que la naine de l’Afrique de l’Ouest dans sa conformation -— elle a été sélectionnée pour avoir l’apparence d’une chèvre laitière miniature. Elle a d’abord été élevée comme une chèvre d’exposition et de compagnie, la sélection se portant sur la conformation et la docilité. Plus tard, elle s’est avérée avoir des qualités laitières pour une petite production, certains élevages orientant fortement leur sélection vers cet objectif. Un herd-book a été établi en 1980. 
Cette race est de plus en plus présente, en 2002 il y avait près de 7 000 têtes enregistrées. La race a été reconnue par l’American Dairy Goat Association (en) (association des chèvres laitières américaines) en 2005. La chèvre naine nigériane était auparavant listée sur la liste de surveillance des races patrimoniales de Livestock Conservancy mais en a été retirée en 2013.
Dans les années 1990, la race Nigora avait été créée par le croisement de chèvres naines nigérianes et de chèvres angoras ainsi qu’avec l’apport d’autres races mohair.

## Caractéristiques

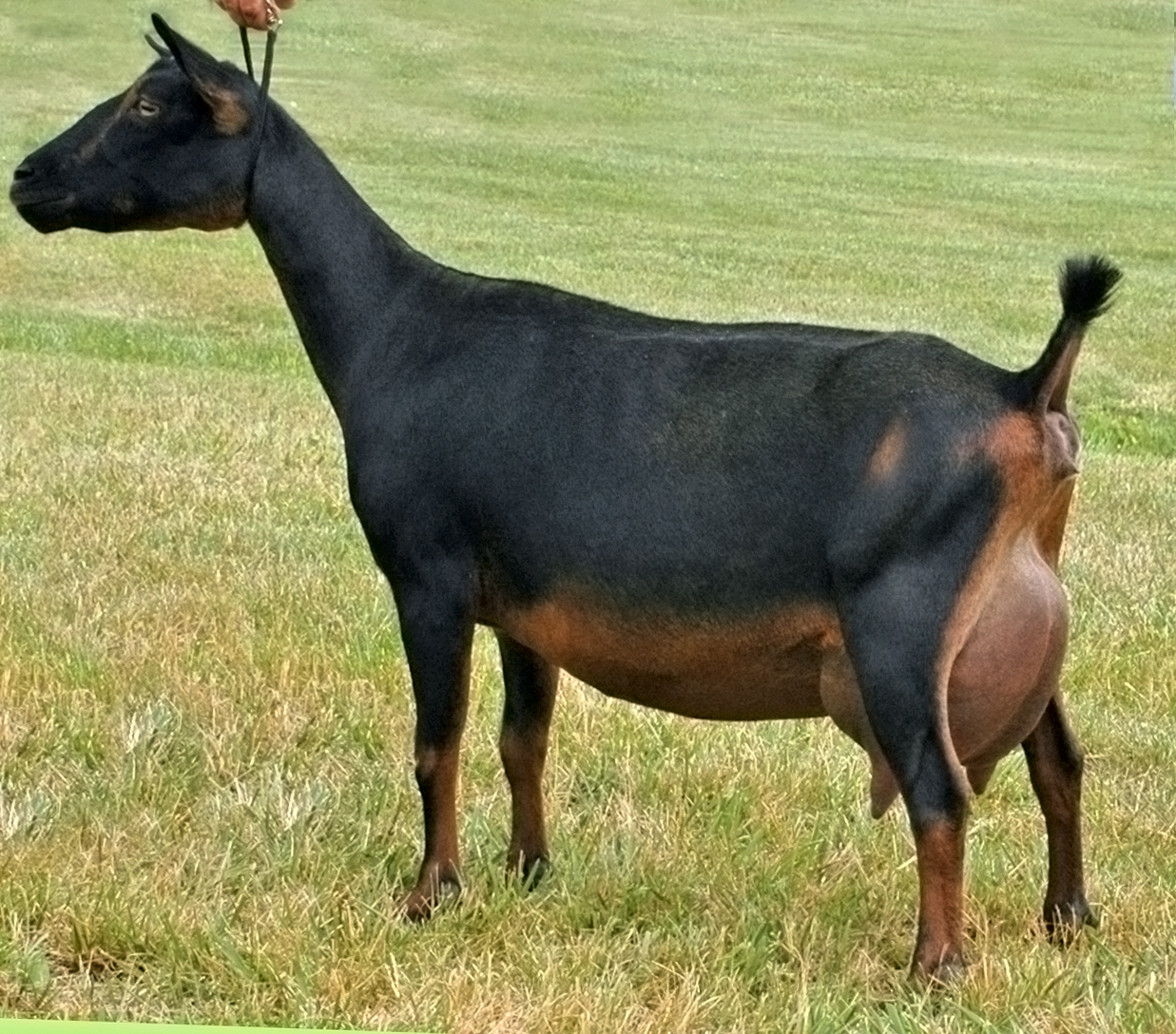
Chèvre naine nigériane laitière.

La naine nigériane est petite mais bien proportionnée, sa conformation ressemblant aux grandes chèvres laitières. Elle peut porter des cornes ou être naturellement sans cornes (motte). Son poil est court, elle peut porter n’importe quelle robe, les couleurs les plus communes étant le beige, le chocolat et le noir, fréquemment pies. Le profil de la tête peut être droit ou incurvé, les oreilles sont droites. Le poids moyen est de 35 kg, la taille maximale étant de 60 cm pour les mâles et un peu moins pour les femelles, les lignées élevées pour le lait pouvant être un peu plus grandes que les lignées d’exposition ou de compagnie. 
C’est une race précoce, les animaux pouvant se reproduire dès leur plus jeune âge : les mâles vers trois mois et les femelles vers sept ou huit mois. La période de gestation dure de 145 à 153 jours ; les jumeaux sont fréquents et les triplés et quadruplés sont communs. L’espérance de vie est de 8 à 12 ans.

## Utilisation

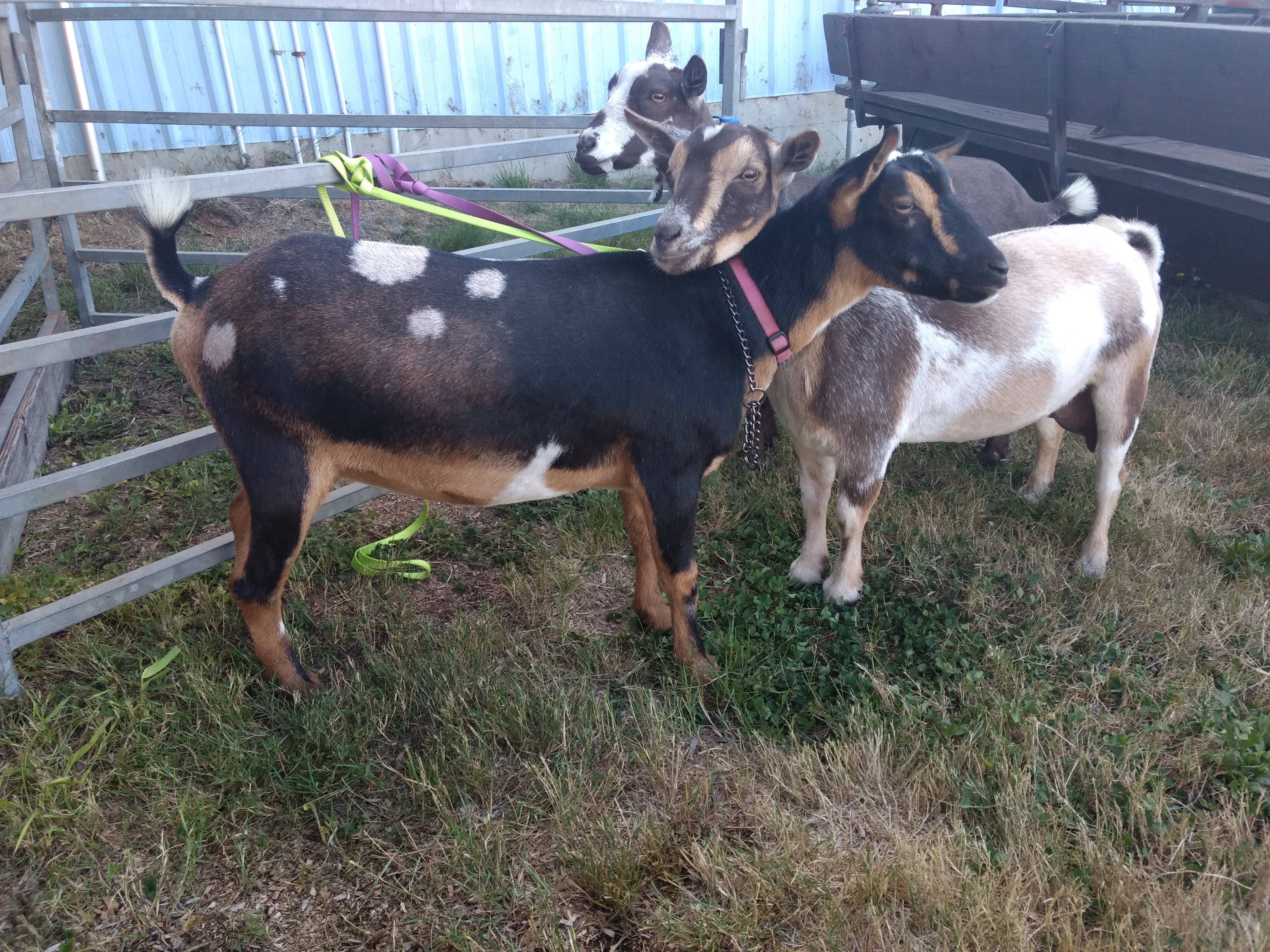
Chèvres préparées pour une exposition

La naine nigériane était d’abord élevée pour les expositions et pour la compagnie. Elle a été élevée plus tard pour sa production laitière. En moyenne, le rendement laitier est de 340 kg par an ; le record étant 782 kg en une année pour une lactation de 305 jours. La lactation est généralement exploitée pendant dix mois. Le lait est riche en matières grasses, et en protéines, avoisinant respectivement 6,5 et 3,9 %, et il est utilisable pour produire du beurre ou du fromage.